# هتل بنتلی لندن

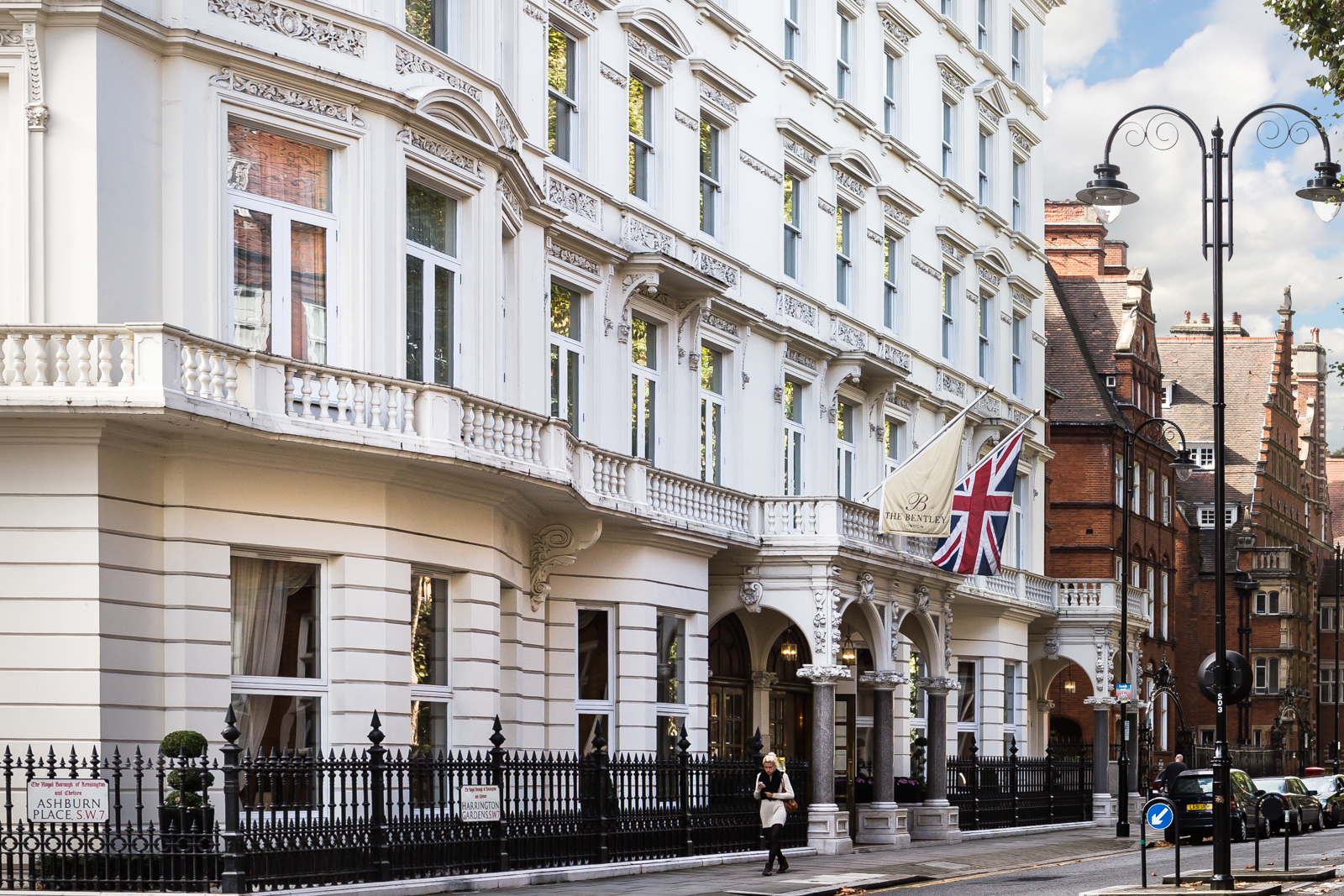
ساختمان هتل

هتل بنتلی لندن (به انگلیسی: The Bentley London) یک هتل لوکس ۵ ستاره در محلهٔ کنزینگتون در شهر لندن در انگلستان است. بنتلی با ۶۴ اتاق، یک هتل ۵ ستاره با خدمات سطح بالا است و یک رستوران کامل را هم شامل می‌شود.

## اتاق‌ها و دیزاین
بنتلی لندن از ششصد تن مرمر ساخته شده و طرح‌های موزائیک پیچیده در سراسر این ملک استفاده شده‌است. هتل دارای مبلمان با طراحی ویژه و هماهنگ با سازه‌های مرمر و لوسترهای کریستالی است.